# Helina trochanterata
Helina trochanterata är en tvåvingeart som först beskrevs av Stein 1914.  Helina trochanterata ingår i släktet Helina och familjen husflugor.
Artens utbredningsområde är Kenya. Inga underarter finns listade i Catalogue of Life.